# Істленд (Техас)
Істленд (англ. Eastland) — місто (англ. city) в США, в окрузі Істленд штату Техас. Населення — 3609 осіб (2020).

## Географія
Істленд розташований за координатами 32°24′6″ пн. ш. 98°49′2″ зх. д. / 32.40167° пн. ш. 98.81722° зх. д. (32.401538, -98.817336).  За даними Бюро перепису населення США в 2010 році місто мало площу 9,19 км², уся площа — суходіл. В 2017 році площа становила 11,06 км², з яких 10,99 км² — суходіл та 0,07 км² — водойми.

## Демографія
Згідно з переписом 2010 року, у місті мешкало 3960 осіб у 1570 домогосподарствах у складі 992 родин. Густота населення становила 431 особа/км².  Було 1831 помешкання (199/км²).
Расовий склад населення:
| - 88,3 % — білих - 2,0 % — чорних або афроамериканців - 0,7 % — азіатів - 0,4 % — корінних американців - 0,1 % — вихідців з тихоокеанських островів - 7,2 % — осіб інших рас |

До двох чи більше рас належало 1,2 %. Частка іспаномовних становила 18,4 % від усіх жителів.
За віковим діапазоном населення розподілялося таким чином: 25,4 % — особи молодші 18 років, 58,4 % — особи у віці 18—64 років, 16,2 % — особи у віці 65 років та старші. Медіана віку мешканця становила 36,8 року. На 100 осіб жіночої статі у місті припадало 93,1 чоловіків;  на 100 жінок у віці від 18 років та старших — 89,1 чоловіків також старших 18 років.
Середній дохід на одне домашнє господарство  становив 73 603 долари США (медіана — 33 750), а середній дохід на одну сім'ю — 66 096 доларів (медіана — 51 150). Медіана доходів становила 30 619 доларів для чоловіків та 32 778 доларів для жінок. За межею бідності перебувало 11,8 % осіб, у тому числі 19,5 % дітей у віці до 18 років та 4,4 % осіб у віці 65 років та старших.
Цивільне працевлаштоване населення становило 1836 осіб. Основні галузі зайнятості: освіта, охорона здоров'я та соціальна допомога — 21,8 %, роздрібна торгівля — 12,9 %, будівництво — 12,6 %, фінанси, страхування та нерухомість — 12,3 %.